# Península de Datça
A península de Datça (em turco: Datça Yarımadası; em latim: Chersonesus Cnidia) é uma estreita península com cerca de 80 km de comprimento no sudoeste da Turquia e que separa o golfo de Gökova a norte do golfo de Hisarönü a sul. A península corresponde quase exatamente ao distrito administrativo de Datça, parte da província de Muğla. A cidade de Datça fica na parte central da península.
No início do século XX foi brevemente designada por península Reşadiye. Outros nomes eram península Dórica, porque foi colonizada pelos dóricos, ou de Cnido ou o nome latino Chersonisos Cnidia.
No final da península, no seu extremo oeste, fica a localidade de Tekir, e o cabo Deveboynu, antigamente Cabo Crio/Kriyo. O cabo é ele próprio uma pequena península e antiga ilha, ligada ao continente por um pequeno istmo de apenas 100 metros de largura. O nome antigo da ilha era Triopion, nome que provém de Triopas, lendário fundador de Cnido.